# 江珧蛤属
江珧蛤屬，又名裂江珧屬，是江珧蛤科之下的一個腹足綱軟體動物的屬。本屬的模式種是Pinna rudis。

## 物種
以下為部分屬於江珧蛤属的物種：
- 黑紫江珧蛤（Pinna atropurpurea）[2]
- 二色裂江珧[3]（Pinna bicolor）：又名雙色江珧蛤[4]
- 细长裂江珧（Pinna incurvata）[5]
- 多棘裂江珧（Pinna muricata）：又名尖角江珧蛤[6]